# Ahmer El Aïn (distrito)
Ahmer El Aïn é um distrito localizado na província de Tipasa, Argélia. Sua capital é a cidade de Ahmar El Ain. A população total do distrito era de 62 746 habitantes, em 2008.

## Comunas
O distrito está dividido em três comunas:
- Ahmar El Ain
- Bourkika
- Sidi Rached